# IC 2101
IC 2101 est une galaxie spirale barrée située dans la constellation de l'Éridan. Sa vitesse par rapport au fond diffus cosmologique est de 4 499 ± 3 km/s, ce qui correspond à une distance de Hubble de 66,4 ± 4,7 Mpc (∼217 millions d'al). Elle a été découverte par l'ingénieur britannique Isaac Roberts en 1903.
La classe de luminosité de IC 2101 est III et elle présente une large raie HI.
À ce jour, une quinzaine de mesures non basées sur le décalage vers le rouge (redshift) donnent une distance de 57,370 ± 3,198 Mpc (∼187 millions d'al), ce qui est tout juste à l'extérieur des valeurs de la distance de Hubble.

## Groupe de NGC 1667
IC 2101 fait partie d'un groupe de galaxies, le groupe de NGC 1667 qui comprend au moins 9 galaxies. Les sept autres galaxies du groupe inscrites dans l'article de A.M. Garcia paru en 1993 sont NGC 1645, NGC 1659, NGC 1667, IC 387, IC 2097, MCG -1-13-12, PGC 15779 et PGC 16061.